# 체력 (게이밍)

목숨 막대

체력은 롤플레잉 게임과 비디오 게임 내에서 캐릭터나 물체 등의 개체에 할당되는 속성으로, 능력 발휘를 지속할 수 있는 척도를 표시한다. 헬스(health) 또는 HP, 라이프(LIFE)라고도 하며, 보통 체력이 0이 되면 죽는다. 적의 공격, 상태이상 등으로 신체적인 타격을 받으면 수치가 줄어들며 쉬거나 마법 혹은 아이템을 이용해 치료하면 극적으로 회복되어 게이머가 안심할 수 있게 된다. 체력회복 아이템은 주로 일회용 소비아이템이며 약초, 물약(=포션)이 압도적으로 많다.
대부분 온라인 RPG에서는 체력이 0이되면 게임 오버가 되어버린다.

## 같이 보기
- 1UP